# Circonscription autonomique de Huelva
Ne doit pas être confondu avec Circonscription électorale de Huelva.
La circonscription électorale de Huelva est l'une des huit circonscriptions électorales d'Andalousie pour les élections au Parlement d'Andalousie.
Elle correspond géographiquement à la province de Huelva.

## Synthèse
|             |       | 1982 | 1986 | 1990 | 1994 | 1996 | 2000 | 2004 | 2008 | 2012 | 2015 | 2018 | 2022 |  |
| ----------- | ----- | ---- | ---- | ---- | ---- | ---- | ---- | ---- | ---- | ---- | ---- | ---- | ---- |  |
| UCD         |       | 2    |      |      |      |      |      |      |      |      |      |      |      |  |
| AP & alliés |       | 1    | 3    |      |      |      |      |      |      |      |      |      |      |  |
| IULV-CA     |       |      | 1    | 1    | 2    | 1    |      |      | 1    | 1    |      |      |      |  |
| PA          |       |      |      | 1    |      |      |      | 1    |      |      |      |      |      |  |
| PSOE-A      |       | 8    | 7    | 7    | 5    | 6    | 6    | 7    | 6    | 5    | 6    | 4    | 4    |  |
| PPA         |       |      |      | 2    | 4    | 4    | 5    | 3    | 4    | 5    | 3    | 3    | 6    |  |
| Ciudadanos  |       |      |      |      |      |      |      |      |      |      | 1    | 2    |      |  |
| Podemos     |       |      |      |      |      |      |      |      |      |      | 1    |      |      |  |
| AA          |       |      |      |      |      |      |      |      |      |      |      | 1    |      |  |
| Vox         |       |      |      |      |      |      |      |      |      |      |      | 1    | 1    |  |
|             |       |      |      |      |      |      |      |      |      |      |      |      |      |  |
| Total       | Total | 11   | 11   | 11   | 11   | 11   | 11   | 11   | 11   | 11   | 11   | 11   | 11   |  |

## Résultats détaillés

### 1982
| Parti     | Parti | Députés élus |
| --------- | ----- | --- |
| PSOE-A    |       | José Antonio Marín Rite, Jaime Montaner Roselló, Antonio García Correa, Félix Soto Pérez, Luis Taracido González de Lema, Antonio del Valle Jiménez, Fernando Pineda Luna, Juan del Valle Bermúdez |
| UCD       |       | Emiliano Sanz Escalera, María del Pilar Pulgar Fraile |
| AP-PDP-UL |       | Luis Marquínez Marquínez |

### 1986
| Parti     | Parti | Députés élus |
| --------- | ----- | --- |
| PSOE-A    |       | Jaime Montaner Roselló, José Antonio Marín Rite, Antonio del Valle Jiménez, Amalia Perianes Camacho, Luis Taracido González de Lema, José Ángel Gómez Santana, Manuel María Becerro Parreño |
| AP-PDP-PL |       | Antonio Fernández Jurado, Antonio Hernández Caire, Gonzalo Raúl Rodríguez Fernández |
| IU-CA     |       | Diego Valderas |

### 1990
| Parti   | Parti | Députés élus |
| ------- | ----- | --- |
| PSOE-A  |       | José Antonio Marín Rite, Aurelio Miguel Barreda Mora, Antonio del Valle Jiménez, Amalia Perianes Camacho, José Ramón Pozuelo Borrego, Manuel María Becerro Parreño, Isaías Pérez Saldaña |
| PPA     |       | Luis Marquínez Marquínez, Matías Conde Vázquez |
| IULV-CA |       | Diego Valderas |
| PA      |       | Antonio Núñez Roldán |

### 1994
| Parti   | Parti | Députés élus |
| ------- | ----- | --- |
| PSOE-A  |       | José Antonio Marín Rite, Isaías Pérez Saldaña, José Ramón Pozuelo Borrego, Petronila Guerrero Rosado, Aurelio Miguel Barreda Mora |
| PPA     |       | Matías Conde Vázquez, Luis Marquínez Marquínez, Álvaro de la Cruz Gil, Manuel Antonio Díaz Mantis                                 |
| IULV-CA |       | Diego Valderas, Luis Domínguez Bonet                                                                                              |

- Álvaro de la Cruz (PPA) est remplacé en octobre 1995 par Ángel Piñero Maza.

### 1996
| Parti   | Parti | Députés élus |
| ------- | ----- | --- |
| PSOE-A  |       | José Antonio Marín Rite, Isaías Pérez Saldaña, José Ramón Pozuelo Borrego, Petronila Guerrero Rosado, Aurelio Miguel Barreda Mora, Francisco Sánchez Moreno |
| PPA     |       | Matías Conde Vázquez, Pedro Rodríguez González, José Luis Rodríguez Domínguez, Beatriz Martín Ovando                                                        |
| IULV-CA |       | Diego Valderas |

### 2000
| Parti  | Parti | Députés élus |
| ------ | ----- | --- |
| PSOE-A |       | Petronila Guerrero Rosado, Isaías Pérez Saldaña, José Antonio Marín Rite, Cinta Castillo Jiménez, Mario Jiménez, Antonia Jesús Moro Cárdeno |
| PPA    |       | Pedro Rodríguez González, Matías Conde Vázquez, José Luis Rodríguez Domínguez, María Pilar Pulgar Fraile, Carmelo Romero Hernández          |

### 2004
| Parti  | Parti | Députés élus |
| ------ | ----- | --- |
| PSOE-A |       | Petronila Guerrero Rosado, Isaías Pérez Saldaña, Mario Jiménez, Cinta Castillo Jiménez, Antonia Jesús Moro Cárdeno, Manuel Alfonso Jiménez, Iván Martínez Iglesias |
| PPA    |       | Pedro Rodríguez González, Matías Conde Vázquez, José Luis Rodríguez Domínguez                                                                                      |
| PA     |       | Miguel Romero Palacios |

### 2008
| Parti   | Parti | Députés élus |
| ------- | ----- | --- |
| PSOE-A  |       | Cinta Castillo Jiménez, Mario Jiménez, Antonia Jesús Moro Cárdeno, Isaías Pérez Saldaña, Susana Rivas Pineda, José Juan Díaz Trillo |
| PPA     |       | Pedro Rodríguez González, María Concepción Sacramento Villegas, José Luis Rodríguez Domínguez, Dolores López Gabarro                |
| IULV-CA |       | Diego Valderas |

- Isaías Pérez (PSOE-A) est remplacé en septembre 2008 par María Lourdes Martín Palanco.
- Susana Rivas (PSOE-A) est remplacée en juillet 2011 par Iván Martínez Iglesias.

### 2012
| Parti   | Parti | Députés élus |
| ------- | ----- | --- |
| PSOE-A  |       | Mario Jiménez, Antonia Jesús Moro Cárdeno, José Juan Díaz Trillo, Cinta Castillo Jiménez, Francisco Jesús Fernández Ferrera                              |
| PPA     |       | Pedro Rodríguez González, Dolores López Gabarro, Manuel Andrés González Rivera, María Concepción Sacramento Villegas, Manuel Alberto Fernández Rodríguez |
| IULV-CA |       | Diego Valderas |

- Cinta Castillo (PSOE-A) est remplacée en novembre 2013 par Rocío Rodríguez González.
- Dolores López (PPA) est remplacée en novembre 2014 par Carmen Céspedes Senovilla.
- Pedro Rodríguez (PPA) est remplacé en novembre 2014 par Manuel Gómez Martín.

### 2015
| Parti      | Parti | Députés élus |
| ---------- | ----- | --- |
| PSOE-A     |       | Mario Jiménez, María Márquez Romero, Francisco Jesús Fernández Ferrera, Manuela Serrano Reyes, Diego Ferrera Limón, Modesta Romero Mojarro |
| PPA        |       | Manuel Andrés González Rivera, Carmen Céspedes Senovilla, Guillermo José García de Longoria Menduiña                                       |
| Podemos    |       | Jesús Romero Sánchez |
| Ciudadanos |       | Julio Jesús Díaz Robledo |

### 2018
| Parti      | Parti | Députés élus                                                                           |
| ---------- | ----- | -------------------------------------------------------------------------------------- |
| PSOE-A     |       | Mario Jiménez, María Márquez Romero, José Gregorio Fiscal López, Manuela Serrano Reyes |
| PPA        |       | Dolores López Gabarro, Manuel Andrés González Rivera, Carmen Céspedes Senovilla        |
| Ciudadanos |       | Rocío Ruiz Domínguez, Julio Jesús Díaz Robledo                                         |
| AA         |       | María Gracia González Fernández                                                        |
| Vox        |       | Rafael Segovia Brome                                                                   |

Manuela Serrano (PSOE-A) est remplacée en mars 2021 par Francisco Jesús Fernández Ferrera.

### 2022
| Parti  | Parti | Députés élus |
| ------ | ----- | --- |
| PPA    |       | Dolores López Gabarro, Manuel Andrés González Rivera, Bella Verano Domínguez, Manuel Alberto Fernández Rodríguez, Berta Sofía Centeno García, Alejandro Romero Romero |
| PSOE-A |       | María Márquez Romero, Manuel Enrique Gaviño Pazó, Susana Rivas Pineda, Mario Jiménez                                                                                  |
| Vox    |       | Rafael Segovia Brome |

- Bella Verano (PPA) est remplacée en septembre 2022 par Francisca María Rosa Crespo.
- Manuel Fernández (PPA) est remplacé le 28 juin 2023 par Juan Antonio Márquez Lancha.